# Albinas Albertynas
Albinas Albertynas (*  28. Februar 1934 in Kampiškiai, Rajongemeinde Vilkaviškis; † 26. Mai 2005) war ein  litauischer Politiker.

## Leben
Albertynas zog 1944 mit seiner Familie nach Deutschland. Nach dem Zweiten Weltkrieg kehrte er nach Litauen zurück. 1950 absolvierte er das Progymnasium in Vištytis und lernte am Gartenbautechnikum in Kaunas. 1952 wurde er vom KGB festgenommen und verurteilt. Nach dem Tod Stalins wurde er 1954 entlassen. 1960 absolvierte er das Kauno sodininkystės – daržininkystės technikumas und 1968 die Lietuvos žemės ūkio akademija.
Von 1992 bis 1996 war er Mitglied im Seimas (Wahlbezirk Jurbarkas).
Seit 1998 war er Mitglied der Lietuvos socialistų partija, Mitglied im Rat und im Vorstand.